# Polk County (North Carolina)
Polk County ist ein County im Bundesstaat North Carolina der Vereinigten Staaten. Der Verwaltungssitz (County Seat) ist Columbus.

## Geographie
Das County liegt im mittleren Westen von North Carolina, grenzt im Süden an South Carolina und hat eine Fläche von 618 Quadratkilometern, wovon 2 Quadratkilometer Wasserfläche sind. Es grenzt im Uhrzeigersinn an folgende Countys: Rutherford County und Henderson County.
Polk County ist in sechs Townships aufgeteilt: Columbus, Cooper Gap, Green Creek, Saluda, Tryon und White Oak.

## Geschichte
Polk County wurde am 18. Januar 1847 aus Teilen des Henderson County und des Rutherford County gebildet. Benannt wurde es nach William Polk, einem Colonel im Amerikanischen Unabhängigkeitskrieg.
21 Bauwerke und Stätten des Countys sind insgesamt im National Register of Historic Places eingetragen (Stand 14. März 2018).

## Demografische Daten
Nach der Volkszählung im Jahr 2000 lebten im Polk County 18.324 Menschen in 7.908 Haushalten und 5.337 Familien. Die Bevölkerungsdichte betrug 30 Einwohner pro Quadratkilometer. Ethnisch betrachtet setzte sich die Bevölkerung zusammen aus 92,26 Prozent Weißen, 5,89 Prozent Afroamerikanern, 0,19 Prozent amerikanischen Ureinwohnern, 0,24 Prozent Asiaten, 0,03 Prozent Bewohnern aus dem pazifischen Inselraum und 0,63 Prozent aus anderen ethnischen Gruppen; 0,76 Prozent stammten von zwei oder mehr Ethnien ab. 3,01 Prozent der Bevölkerung waren spanischer oder lateinamerikanischer Abstammung.
Von den 7.908 Haushalten hatten 23,5 Prozent Kinder unter 18 Jahren, die bei ihnen lebten. 56,3 Prozent davon waren verheiratete, zusammenlebende Paare, 7,9 Prozent waren allein erziehende Mütter und 32,5 Prozent waren keine Familien. 28,9 Prozent waren Singlehaushalte und in 15,0 Prozent lebten Menschen mit 65 Jahren oder älter. Die Durchschnittshaushaltsgröße betrug 2,28 und die durchschnittliche Familiengröße war 2,78 Personen.
20,1 Prozent der Bevölkerung waren unter 18 Jahre alt. 5,8 Prozent zwischen 18 und 24 Jahre, 24,2 Prozent zwischen 25 und 44 Jahre, 26,3 Prozent zwischen 45 und 64, und 23,6 Prozent waren 65 Jahre alt oder Älter. Das Durchschnittsalter betrug 45 Jahre. Auf alle weibliche Personen kamen 90,2 männliche Personen. Auf alle Frauen im Alter von 18 Jahren oder darüber kamen 87,1 Männer.
Das jährliche Durchschnittseinkommen eines Haushalts betrug 36.259 $ und das jährliche Durchschnittseinkommen einer Familie betrug 45.096 $. Männer hatten ein durchschnittliches Einkommen von 29.375 $ gegenüber den Frauen mit 23.070 $. Das Prokopfeinkommen betrug 19.804 $. 10,1 Prozent der Bevölkerung und 6,4 Prozent der Familien lebten unterhalb der Armutsgrenze. 11,7 Prozent von ihnen sind Kinder und Jugendliche unter 18 Jahre und 8,8 Prozent sind 65 Jahre oder älter.